# Поточек (Свентокшиське воєводство)
Поточек (пол. Potoczek) — село в Польщі, у гміні Тарлув Опатовського повіту Свентокшиського воєводства.
Населення — 255 осіб (2011).
У 1975-1998 роках село належало до Тарнобжезького воєводства.

## Демографія
Демографічна структура на день 31 березня 2011 року:
|          | Загалом | Допрацездатний вік | Працездатний вік | Постпрацездатний вік |
| -------- | ------- | ------------------ | ---------------- | -------------------- |
| Чоловіки | 131     | 26                 | 85               | 20                   |
| Жінки    | 124     | 23                 | 65               | 36                   |
| Разом    | 255     | 49                 | 150              | 56                   |